# Kiss Jenő (költő)
Kiss Jenő, álnevei: Krizbai Géza, Ipp Dániel (Mócs, 1912. szeptember 13. – Kolozsvár, 1995. december 16.) magyar költő, író, műfordító. A 20. századi erdélyi magyar líra egyik kiemelkedő képviselője.

## Életútja
Középiskoláit Kolozsvárt végezte (1929), ugyanitt a Ferenc József Tudományegyetem jogi karán diplomát szerzett (1941). Már 1934-től az Erdélyi Helikonnál dolgozott helyettes szerkesztőként, 1941-től az Egyetemi Diákasztal vezetője, 1942–44 között a Termés egyik szerkesztője. 1944-től az Erdélyi Magyar Közművelődési Egyesület (EMKE) főtitkára az egyesület betiltásáig (1947). Előbb az Utunk, 1948-tól az Állami Könyvkiadó, majd ismét az Utunk, később a Napsugár (1957) és az Igaz Szó (1959) szerkesztője. 1990 óta az újjászerveződő Erdélyi Szépmíves Céh (ESZC) élén vállalt tisztséget.
Első írása 1927-ben a Haladás c. szatmári hetilapban jelent meg. Vallomásai szerint vonzódása a művészetekhez korán kialakult: a képzőművészet, a zene és az irodalom egyaránt érdekelte. Tehetségét végül is lírikusként bontakoztatta ki: első verseit a Brassói Lapok (1929–30) és a Pásztortűz (1931) közölte, de lényegében az Erdélyi Helikon költőjeként, a nyugatos formakultúra jegyében indult (Áprily Lajos, Szabédi László). Tehetségét Dsida Jenő fedezte fel.

## Irodalmi munkássága
Első verseskötetében (Kormos üvegen, 1937) a modern stílusáramlatok hatása mellett már fellelhetők azok a vonások, amelyek a romániai magyar líra népi vonulatának képviselőjévé avatják. A kötet anyagának nagy része kiváló forma- és stílusérzékű impresszionista hangulatvers, néhány finom, találó ecsetvonással megörökített pillanatkép (Kánikula; Prémvadász; Mint kirándulásról kreol leány; Kínai porcelán-ciklus). E modern hangvételű versekben azonban sokszor és önérzetesen vall őseiről, népi származásáról (Délelőtt fűrészelek; Csontos, vén paraszt volt). A népi jelleg olykor versei hangnemére, formájára is rányomja bélyegét (Egyszerű szeretet verse; Gémeskút). Ez a népi tudat nála a valóság idealizálásával szemben a józan tisztánlátás igényével párosul (a már idézett Kormos üvegen). Ezzel magyarázható, hogy költészetében korán felmerült a társadalmi problematika. Ebből a szempontból figyelemre méltó Külvárosban c. verse, amelyben a sorstársainak vállalt szegényeket egy jobb jövő dajkáiként jeleníti meg.
Második kötete (Napforduló, 1942) is kedvező kritikai fogadtatásban részesült. Kiemelik nyelvének hajlékonyságát, megelevenítő erejét, az 1930-as évek második felében – mint Jékely Zoltán is megállapítja – költői magatartása egyre inkább a kisebbségi sors függvényeként alakul. Történelmi ihletésű verseiben egy sajátos közösségi helyzettudat szólal meg (Oszd széjjel vagyonodat; Zsoltár; Nekem is!; Idegenben). A háború borzalmaira egyrészt befelé fordulással válaszol, majd megszületnek tiltakozással is felérő kétségbeesett költeményei (Vessél fejszét...; A köszörűs), amelyek szimbolikus formában bélyegzik meg az embertelenség esztelen tombolását.
A Móricz Zsigmond Kollégium kiadásában 1946-ban megjelent Kínai császár című kötetének alapvonása a tiltakozás, a társadalombírálat. Megkapó verseket szentel a második világháború hőseinek és áldozatainak (Egy író távoli sírjára; Kicsi Ági), s az új rendszerben az igazi humánum távlatait keresi és fedezi fel. Nőnek... című verse ennek a jövőbe vetett bizalomnak a kifejezése, a gyermekében megtestesülő távlatokat üdvözli. A gyermekek, a család szeretete, erős vonzódása e témák iránt egyik legjellemzőbb vonása. Ilyen értelemben nevezte Jékely az elemi dolgok költőjének. A harmónia igénye, az emberi melegség, az érzelmek állandó frissessége jellemzi szüleihez, feleségéhez, gyermekeihez szóló költeményeit. Élete társának szentelt egyik legmeghatóbb verse, a Harcos a hősről, az asszonyok észrevétlen, hétköznapi hősiességét megörökítő himnusz.
Az 1940-es évek végén, az 1950-es években írott versei arról a küzdelemről tanúskodnak, ahogy magáévá próbálja tenni a költészet számára is diktált új feladatokat. Számvetés típusú, a múltat a jelennel szembesítő költeményei ilyen értelemben jellemzők a korszak irodalmára, az egész akkori atmoszférára (A nép kezébe; A révi barlangban; A Hamlet-monológra). Az átmenetnek ezekben az éveiben, mint sokan mások, egy időre a türelmetlen, szélsőségekbe hajló irodalompolitika áldozatává válik. A Gaál Gábortól 1949-es kötete egy versének "átírása" miatt elszenvedett írószövetségi bírálat felért egy megbélyegző kiközösítéssel. Annál nagyobb erkölcsi és költői teljesítménynek látszik ezek után Úti rapszódia című kötete, különösen annak címadó verse. A régi otthon, a jól ismert táj anteuszi erőt kölcsönöz a költőnek: innen az ódai hangvétel is.
Költői tevékenységének hangvétele az 1960-as években elégikussá válik. Az élet szerelmétől a Sors című kötetéig az elmúlás és a szenvedés tematikája mind nagyobb teret nyer. A Kántor-Láng-féle romániai magyar irodalomtörténet szerint "az Együvé zárva a halállal című kórházi ciklus arról tanúskodik, hogy az átélt szenvedés fellazítja a feszes, konvencionális formákat, szerzőnk a szabadversig, sőt – a »meditációkban« – a prózaversig lazít és feszít a hagyományos versformán, s aki »mindig a férfiasság s az emberi önérzet képviselőjének« tudta magát, a fennköltről leszáll a »közönséges« dolgokhoz, a szenvedés – és gyógyítás – nagyon is tárgyias világába. [...] Régi költői értékeit meg nem tagadva, de a tárgyszerű közelítés eredményeit felhasználva készül a szintézis, ennek ígérete az Újrateremtés című vers." A szintézis egyik vonulata az epigramma-tömörségű, rövid költeményekből áll össze: az emberi lét, a költői mesterség lényegét kereső verseket ad közre Rovásírás... című kötetében. Számvetés-típusú, visszapillantó versei is megszaporodnak, újszerű bennük a kesernyés önirónia. Ilyen Az asztal pártján című szonett, Mérleg című kötetének egyik legszebb verse. Utazások ihlette Szomszédos tájakon című versciklusában az először látott tájakat nosztalgikus árnyalatokkal, az élettől búcsúzkodón örökíti meg. Az elmúlás gondolata tér vissza Álom ajtókról című verskötetében is.
Több mint fél évszázad válogatott verseit tartalmazó 1988-as kötetének előszavában ezt írja Nagy Pál: "A mennyiségi arányaiban is lenyűgöző költői-írói teljesítményről... ma még korai lenne véglegesítő-összegező igénnyel szólni... Árnyaló színfoltok bizonyosan gazdagítják még az összképet, de az több, mint valószínű, hogy lényegi módosulások nem következnek be a költő szemléletében, magatartásában, módszerében." 1992-ben az Erdélyi Szépmíves Céh adja ki húsz éven át kéziratban rejtegetett visszaemlékezését, amelyben az 1944 őszén Kolozsvárról elhurcolt magyar férfiak szenvedését örökíti meg egészen addig, amíg az író alteregójának, Ipp Dánielnek és két társának sikerül megszöknie a focșani-i haláltáborból. Az ő hazavergődésük és a deportáltak ezreinek halála a szovjet lágerekben ma újra időszerű megrázó tiltakozás az embertelenség ellen.
1979-ben Emberközelből címmel közzéteszi tanulmányait, cikkeit, visszaemlékezéseit. A kötet magyar és román kortárs írókat idéz meg, kiemelkedő A Termés spiritus rectora és Az Utunk hősi korszaka c. irodalomtörténeti vázlat.

## Műfordítói munkássága
Műfordítói tevékenysége is igen jelentős: a román líra klasszikusainak avatott tolmácsolója. Mihai Eminescu, George Coșbuc, George Bacovia, Lucian Blaga és mások műveiből készült fordításait Kaleidoszkóp címen gyűjtötte össze (1967), de különösen a román népballadák, népdalok, betyárénekek és kolindák köréből közölt mesteri fordításokat. Az öt balladakötetet (A bárányka, 1963; Novákékról szól az ének, 1969; Szarvasokká vált fiúk, 1971; Márk vitéz, 1974; Három testvér, kilenc sárkány, 1976) utóbb kétnyelvű válogatás (Rétek harmatában, 1985) követte, a folklorista munkatárs minden esetben Faragó József, az illusztrációkat Plugor Sándor készítette.

## Önálló kötetei

### Magyarul
- Kormos üvegen (versek, Kolozsvár, 1937)
- Napforduló (versek, Kolozsvár, 1942)
- Kínai császár (versek, Kolozsvár, 1946)
- A Fehérember (színjáték, Kolozsvár, 1946)
- Válogatott versek (1949)
- Úti rapszódia (versek, 1954)
- Három nap egy esztendő (mesejáték, 1955)
- Szín és tűz (versek, Feszt László címlapjával, 1956)
- Gyermeksíp (gyermekversek, 1959)
- A küszöb előtt (színjáték, 1960)
- Gépek erdeje (gyermekversek, 1960)
- Az élet szerelme (versek, 1961)
- Tulipánfák földjén (verses útirajz az ifjúságnak, 1961)
- Legszebb versek (Sőni Pál előszavával, 1963)
- Fegyver nélkül fegyver ellen (gyermekversek, 1963)
- Kísérnek a csillagok (versek, Deák Ferenc borítólapjával, 1964)
- Az esztendő élete (gyermekversek, 1964)
- Nem egy életre születtem (versek, 1966)
- Sors (versek, 1969)
- Idők, terek (versek, 1970)
- Rovásírás és egyéb feljegyzések (Kolozsvár, 1972)
- Az ember és a tenger (vallomás helyett krónika, 1973)
- Aprónépség (gyermekversek, 1974)
- A kő nem mozdul (versek, Cseh Gusztáv borítólapjával, 1975)
- Mérleg (versek, Kolozsvár, 1976)
- Fiúk, lányok, gyöngyvirágok (gyermekversek, 1978)
- Emberközelből (tanulmányok, cikkek, visszaemlékezések, Kolozsvár, 1979)
- Álom ajtókról (versek, 1982)
- A műfordító emlékeiből (visszatekintések és kiadatlan versfordítások, 1986)
- Holdutazás (versek, I. Feszt László fedőlapjával, Kolozsvár, 1986)
- Folyó és tó (válogatott versek, Budapest, 1987)
- A repülőtér közelében (válogatott versek, Nagy Pál bevezetőjével, 1988. RMI)
- Ithaka messze van (vallomás helyett krónika, életrajzi regény, Kolozsvár, 1992)
- Időverten. Az öregkor versei; Püski–Ecriture Sajtóház Kft., Bp.–Kolozsvár, 1994
- Nyíl helyett toll. Válogatott versek, 1930–1993; vál., szerk. Nagy Pál; Mentor, Marosvásárhely, 2012
- Magányra ítélve; s.n., s.l., 2015

### Román fordításban
- Poezii (1957);
- Să fiți prieteni (gyermekversek, Veronica Porumbacu fordításában, Surány Erzsébet illusztrációival, 1961)
- Copii mei, vă spun acum! (gyermekversek, Veronica Porumbacu fordításában, 1963)
- Continentul cîntecului (versek, 1971)

## Díjak, elismerések
- Romániai Állami Díj (1955)